# Next Goal Wins (2023)
Next Goal Wins ist eine US-amerikanische Sportkomödie von Regisseur Taika Waititi, die auf der Dokumentation Next Goal Wins – Das Spiel ihres Lebens (2014) über die amerikanisch-samoanische Fußballnationalmannschaft auf ihrem Weg zur Qualifikation für die Fußball-Weltmeisterschaft 2014 basiert. In der Hauptrolle verkörpert Michael Fassbender den niederländischen Fußballtrainer Thomas Rongen; weitere Nebenrollen des Ensemblefilms übernahmen Oscar Kightley, Kaimana, Beulah Koale, Rachel House, Elisabeth Moss und Will Arnett.
Next Goal Wins wurde im September 2023 auf dem Toronto International Film Festival uraufgeführt, kam am 17. November 2023 in die US-amerikanischen und am 4. Januar 2024 in die deutschen Kinos. Die Kritiken zum Film fielen überwiegend durchwachsen aus.

## Handlung
Auch zehn Jahre nachdem die amerikanisch-samoanische Fußballnationalmannschaft in einem WM-Qualifikationsspiel mit 31:0 gegen Australien verloren hatte, konnte das Team weder einen Sieg in einem Länderspiel einfahren, noch ein einziges Tor erzielen. Tavita Taumua – Vorsitzender der Football Federation American Samoa – kontaktiert daher die United States Soccer Federation und bittet um einen neuen Trainer, der die Mannschaft aus ihrer sportlichen Misslage befreien soll. Die USSF versetzt daraufhin den niederländischen Fußballtrainer Thomas Rongen in den pazifischen Inselstaat, dessen Karriere zuvor aufgrund von emotionalen Ausbrüchen ins Stocken geraten ist.
Thomas akzeptiert die Zwangsversetzung widerwillig, zeigt beim Training seiner neuen Mannschaft zunächst aber kaum Motivation. Vielmehr ist er über die fußballerischen Fähigkeiten der einzelnen Spieler entsetzt und hadert mit den kulturellen Bräuchen Amerikanisch-Samoas, durch die der Sport eher als Spiel und nicht als Wettkampf gesehen wird. Probleme gibt es zu Beginn auch mit der Faʻafafine Jaiyah Saelua – eine transgeschlechtliche Spielerin – der Thomas zunächst den Ehrgeiz abspricht, ehe er sie aufgrund ihrer Geschlechtsidentität diskriminiert.
Als Thomas die Trainerstelle aufgeben möchte, verdeutlicht ihm seine Ex-Frau, die USSF-Funktionärin Gail, dass es keine Alternative für ihn gäbe. Dem Fußballtrainer bleibt also nichts anderes übrig, als auf Amerikanisch-Samoa zu bleiben und die Nationalmannschaft zu trainieren, um der Arbeitslosigkeit zu entgehen. In einem klärenden Gespräch versöhnt er sich mit Jaiyah, ehe beide talentierte Spieler für die Mannschaft rekrutieren, darunter auch den Torwart Nicky Salapu, der einst bei der Niederlage gegen Australien in der Startelf stand.
Tavita fordert von Thomas nichts weiter als ein einziges Tor im bevorstehenden Qualifikationsspiel für die Fußball-Weltmeisterschaft 2014, weshalb der Trainer einfachste Taktiken und Ballübungen mit seiner Mannschaft einstudiert. Trotzdem gerät das Team im Spiel gegen Tonga zur Halbzeit in Rückstand, weshalb Thomas an der Sinnhaftigkeit der gesamten Unternehmung zweifelt. Von Tavita zur Besinnung gebracht, appelliert Thomas an seine Spieler, auf dem Feld Spaß zu haben und nicht an das Ergebnis zu denken. Tatsächlich funktioniert diese Taktik und die amerikanisch-samoanische Nationalmannschaft schießt nicht nur ihr erstes Länderspieltor, sondern gewinnt sogar das Spiel.
Aufgrund dieses Ergebnisses sieht die USSF davon ab, den amerikanisch-samoanischen Fußballverband aufgrund von Erfolglosigkeit aufzulösen. Trotz seiner Erfolge entschließt sich Thomas dazu, den Inselstaat wieder zu verlassen, um seine eigene Vergangenheit mit der Trennung von Gail und dem Unfalltod seiner Tochter Nicole aufzuarbeiten. Er nimmt später eine Stelle als Scout bei der US-amerikanischen Fußballnationalmannschaft an, während Jaiyah zur ersten offen transgeschlechtlichen Nationalspielerin avisierte. Die amerikanisch-samoanische Fußballnationalmannschaft verlor derweil ihr nächstes Länderspiel und qualifizierte sich letztendlich nicht für die Weltmeisterschaft 2014, belegte seit diesem Zeitpunkt aber nie wieder den letzten Platz der FIFA-Weltrangliste.

## Produktion
Im August 2019 wurden Pläne des Filmemachers Taika Waititi bekannt, für Searchlight Pictures eine Spielfilmadaption der Dokumentation Next Goal Wins – Das Spiel ihres Lebens über die amerikanisch-samoanische Fußballnationalmannschaft drehen zu wollen. Waititi schrieb gemeinsam mit Iain Morris das Drehbuch und fungierte zusammen mit Garrett Basch sowie Jonathan Cavendish auch als Produzent. Für den neuseeländischen Filmemacher, der sich in den Jahren zuvor mit Filmen wie Thor: Tag der Entscheidung und Thor: Love and Thunder zunehmend dem Blockbuster-Genre widmete, stellte Next Goal Wins eine Rückkehr zu seinen komödiantischen Indie-Wurzeln dar. Nach Eigenaussage habe sich Waititi nie für Fußball interessiert, doch nachdem er die zugrundeliegende Dokumentation gesehen habe, sei der Sportfilm eine interessante Herausforderung für ihn gewesen.
Die Hauptfigur des niederländischen Fußballtrainers Thomas Rongen wurde im September 2019 mit Michael Fassbender besetzt. In weiteren zentralen Rollen verkörpern Elisabeth Moss Rongens Ex-Frau und USSF-Funktionärin Gail, Oscar Kightley den FFAS-Vorsitzenden Tavita Taumua, Rachel House dessen Frau Ruth und Beulah Koale den Sohn Daru. Zudem gab die nichtbinäre Darstellerin Kaimana in Next Goal Wins als Faʻafafine Jaiyah Saelua ihr Schauspieldebüt. Weitere Nebenrollen übernahmen David Fane, Uli Latukefu, Lehi Falepapalangi, Semu Filipo, Chris Alosio, Rhys Darby, Angus Sampson und Luke Hemsworth.
Die Dreharbeiten mit Kameramann Lachlan Milne erfolgten von November 2019 bis Januar 2020 in Honolulu auf Oʻahu. Details über die Veröffentlichung wurden in den folgenden Monaten jedoch nicht verkündete, was mit Missbrauchsvorwürfe gegen den damals noch mitwirkenden Darsteller Armie Hammer in Zusammenhang gebracht wurde. Ende Dezember 2021 wurde die Umbesetzung von Hammer durch Will Arnett bekannt, mit dem Nachdrehs absolviert werden mussten. Seine Rolle des USSF-Funktionärs Alex Magnussen wurde dabei ausgebaut, während Hammers Auftritt nur als Cameo konzipiert war.
Die Filmmusik komponiert der Oscar-Preisträger und zweifache Grammy-Gewinner Michael Giacchino, mit dem Waititi zuvor bereits bei Jojo Rabbit zusammengearbeitet hatte. Das Soundtrack-Album mit insgesamt 24 Musikstücken, darunter auch Songs von Jerome Grey, LEAO und Tha Feelstyle, wurde am 17. November 2023 von Lakeshore Records digital veröffentlicht.
Erste Bilder aus dem Film wurden im November 2022 veröffentlicht, ehe ein Trailer am 26. April 2023 erschien. Die Weltpremiere erfolgte am 10. September 2023 auf dem Toronto International Film Festival und die US-amerikanischen Uraufführung am 14. November 2023 in Los Angeles. Der US-amerikanische Kinostart wurde zuvor mehrmals verschoben, wodurch Next Goals Wins nicht wie ursprünglich geplant bereits im Herbst 2022, sondern erst am 17. November 2023 veröffentlicht wurde. In Deutschland kam der Film am 4. Januar 2024 in die Kinos. Der digitale Heimkinostart erfolgte in den Vereinigten Staaten am 16. Januar 2024, ehe Next Goal Wins ab dem 27. Februar auch auf DVD und Blu-ray verfügbar war. In Deutschland wurde der Film Ende März 2024 ins Programm von Disney+ aufgenommen.

## Synchronisation
Die deutschsprachige Synchronisation entstand nach einem Dialogbuch und unter der Dialogregie von Sven Hasper bei Interopa Film.
| Rolle                 | Darsteller         | Synchronsprecher   |
| --------------------- | ------------------ | ------------------ |
| Thomas Rongen         | Michael Fassbender | Norman Matt        |
| Tavita Taumua         | Oscar Kightley     | Olaf Reichmann     |
| Jaiyah Saelua         | Kaimana            | Jeremias Koschorz  |
| Daru Taumua           | Beulah Koale       | Amadeus Strobl     |
| Ruth Taumua           | Rachel House       | Judith Steinhäuser |
| Ace                   | David Fane         | Sven Fechner       |
| Nicky Salapu          | Uli Latukefu       | Roman Wolko        |
| Pisa                  | Lehi Falepapalangi | Sam Bauer          |
| Fa’agaloalagi / Rambo | Semu Filipo        | Tim Sander         |
| Gail Rongen           | Elisabeth Moss     | Anna Grisebach     |
| Alex Magnussen        | Will Arnett        | Peter Flechtner    |
| Rhys Marlin           | Rhys Darby         | Sven Hasper        |
| Angus Bendleton       | Angus Sampson      | Torben Liebrecht   |
| Keith                 | Luke Hemsworth     | Stefan Bräuler     |
| Nicole Megaloudis     | Kaitlyn Dever      | Christina Wöllner  |
| Priester              | Taika Waititi      | Marius Clarén      |

## Rezeption

### Altersfreigabe
In den Vereinigten Staaten erhielt Next Goal Wins von der MPA aufgrund der Sprache und einigen groben Momenten ein PG-13-Rating. In Deutschland gab die FSK den Film ohne Altersbeschränkung frei. In der Begründung heißt es, Next Goal Wins habe eine heitere Grundstimmung und stelle sympathische Figuren in den Mittelpunkt, wobei vor allem der zunächst impulsive Trainer eine positive Entwicklung durchlaufe. Der beiläufige Alkoholkonsum dieser Figur falle im Kontext der positiven Geschichte kaum ins Gewicht und entfalte keine negative Vorbildwirkung.

### Kritiken
Next Goal Wins konnte 45 % der 165 bei Rotten Tomatoes gelisteten Kritiker überzeugen und erhielt dabei eine durchschnittliche Bewertung von 5,3 von 10 Punkten. Als zusammenfassendes Fazit zieht die Seite, auch wenn die Sportkomödie merklich vom Weg abgekommen sei, habe der Film von Regisseur Taika Waititi das Herz am rechten Fleck. Bei Metacritic erhielt Next Goal Wins basierend auf 42 Kritiken einen Metascore von 44 von 100 möglichen Punkten.

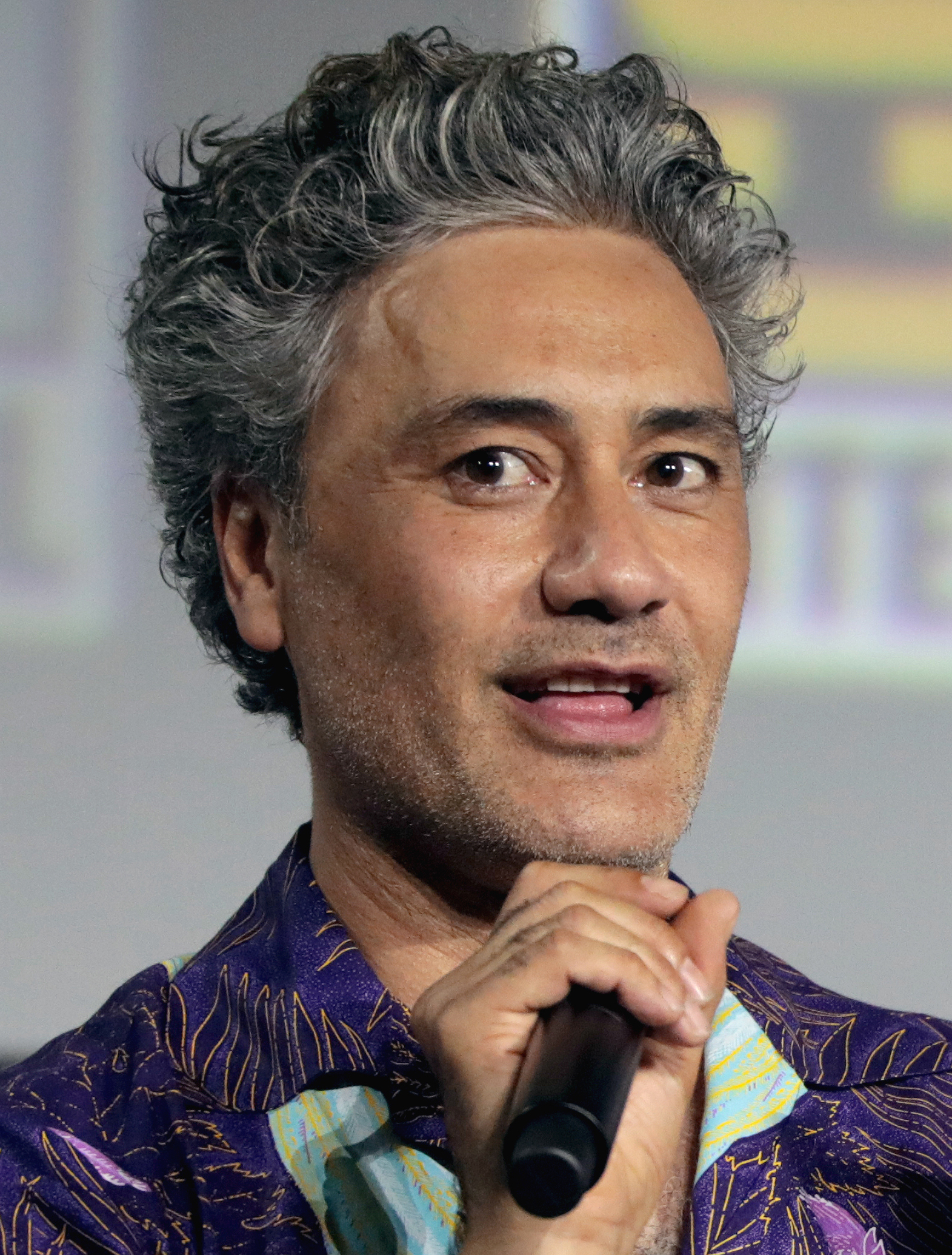
Regisseur Taika Waititi

Zu einem positiven Urteil gelangt Peter Debruge von Variety, für den Regisseur Taika Waititi mit Next Goal Wins zu seinen farbenfrohen Charakterfilmen im Stile von Boy oder Wo die wilden Menschen jagen zurückkehre. Die an Ted Lasso erinnernde Sportkomödie sei dabei zwar vorhersehbar und inhaltlich wenig innovativ, doch Waititi wisse, wie er dem Publikum eine gute Zeit und jede Menge Spaß bereiten könne. Das Herz des Films sei dabei die Figur der Jaiyah Saelua – die erste transgeschlechtliche Frau, die an einem WM-Qualifikationsspiel teilgenommen hat. Sie sei der Existenzgrund des Films, doch eine noch weniger klischeehafte und originellere Geschichte um Jaiyah wäre wünschenswert gewesen. Trotzdem zeige Next Goal Wins, wie Sportfilme wie Cool Runnings – Dabei sein ist alles mit 30 Jahren mehr kultureller Aufklärung hätten aussehen können und wie das Filmmotiv des „weißen Retters“ heutzutage angemessen genutzt werden könne.
Etwas kritischere Worte findet Peter Bradshaw vom Guardian, der Next Goal Wins zwar attestiert, eine breit gefächerte, liebevolle und oft auf alberne Art witzige Filmkomödie zu sein, dabei jedoch den tragischen Elemente der Geschichte nicht wirklich Beachtung schenke. Die düstere Hintergrundgeschichte rund um Elisabeth Moss und Will Arnett sei dabei tonal sehr zurückhaltend, was zum einen auf die sonst heitere Stimmung der Geschichte zurückzuführen sei, den Film aber etwas holprig zusammengestellt wirken lasse. Auch die Besetzung der Titelrolle mit Michael Fassbender sei eine eher unkonventionelle Entscheidung gewesen, da der eher für ernste Figuren bekannte Darsteller mit einer komödiantischen Darbietung sichtlich Probleme habe. So gehe etwas der Charme der zugrundeliegenden Dokumentation Next Goal Wins – Das Spiel ihres Lebens verloren, doch die Spielfilmadaption sei trotzdem liebenswert und gut gemeint.
Esther Zuckerman von IndieWire bezeichnet Next Goal Wins angesichts der Tatsache als „Enttäuschung“, dass der Film selbst in den wichtigsten Momenten nicht mit dem Scherzen aufhören könne und so jedwede Emotion untergrabe. Die Geschichte habe dabei zwar das Potenzial zum klassischen, inspirierenden Sportfilm, doch Regisseur Taika Waititi konzentriere sich zu sehr auf die Comedy-Elemente und verstricke sich in seinen Eigenarten, anstatt wirklich überzeugende Handlungsstränge zu entwickeln. Seine Stimme dominiere so den gesamten Film und lasse keine der anderen Figuren wirklich zu Wort kommen, wodurch sich Dialoge oft nur wie unnatürliche Insiderwitze des Filmemachers anfühlen würden. Auch die Erzählstruktur sei chaotisch und behindere oft das Erzähltempo, während Darsteller wie Elisabeth Moss und Will Arnett völlig fehl am Platz wirken würden. Einziger Lichtblick sei die Darbietung von Kaimana, doch Waititis Umgang mit der Faʻafafine sei zu leichtfertig, da das dritte Geschlecht in Samoa zwar nicht diskriminiert, im Film aber trotzdem als andersartig dargestellt und als Ausgangsmaterial für Witze genutzt wird.
Ähnliche Kritikpunkte führt Lovia Gyarkye vom Hollywood Reporter an, die ebenfalls zu dem Schluss kommt, dass Taika Waititi in Next Goal Wins Aufrichtigkeit für Humor opfere. Der Film funktioniere immer dann, wenn der Regisseur sich selbst aus dem Weg gehe und stattdessen die Charaktere sprechen lasse, anstatt jegliche Wärme durch auf Dauer anstrengende Witze auszulöschen. Doch selbst die Figurenentwicklung komme zu kurz und erfolge höchstens in Schüben, was zu einem abgehackten Erzählrhythmus führe. Insbesondere die Fußballerin Jaiyah Saelua werde dabei zu wenig beleuchtet und ihrer Geschichte und ihren Erfolgen zu wenig Aufmerksamkeit geschenkt. Generell werde die Kultur von Amerikanisch-Samoa nur dazu genutzt, um die Unwissenheit der Hauptfigur Thomas Rongen hervorzuheben. Der niederländischen Fußballtrainer sei mit Michael Fassbender fehlbesetzt – seine Reden wirken forciert und die Enthüllungen um seine dramatische Vergangenheit aufgrund der schnellen Abspeisung unaufrichtig – während die Darbietung von Oscar Kightley hingegen großartig wäre. Insgesamt sei Next Goal Wins so eine oberflächige, vorhersehbare Dramatisierung der realen Ereignisse, die zwar Freude daran habe, sich über Klischees des Sportfilms lustig zu machen, aber selbst auf diese angewiesen sei.

### Einspielergebnis
Am Startwochenende blieb Next Goal Wins in den Vereinigten Staaten mit Einnahmen in Höhe von 2,5 Millionen US-Dollar hinter den Erwartungen zurück und belegte nur den siebten Platz der US-amerikanischen Kino-Charts. Die weltweiten Einnahmen aus Kinovorführungen belaufen sich auf 18,6 Millionen US-Dollar, von denen Next Goal Wins allein 6,7 Millionen im nordamerikanischen Raum erwirtschaften konnte. In Deutschland verzeichnete der Film insgesamt 96.045 Kinobesucher.